# De la misteriosa Buenos Aires
De la misteriosa Buenos Aires es una película de Argentina filmada en Eastmancolor integrada por tres segmentos que fueron dirigidos por Alberto Fischerman (episodio El hambre), Ricardo Wullicher (episodio La pulsera de cascabeles) y Oscar Barney Finn (episodio El salón dorado) sobre sus propios guiones según cuentos de Manuel Mujica Lainez que se estrenó el 10 de septiembre de 1981 y que tuvo como actores principales a Eva Franco, Julia von Grolman, Walter Santa Ana y José María Gutiérrez.
En 1982 la Asociación de Cronistas Cinematográficos de la Argentina le concedió el premio a la mejor actriz y la  seleccionó como candidata al Premio Cóndor de Plata a la mejor fotografía.

## Sinopsis
En el episodio El hambre dos hermanos que integran la expedición de Pedro de Mendoza que fundó Buenos Aires en 1536 quedan sumidos en la desesperación en una situación de hambruna extrema cuando los indígenas de la región sitian y asedian el fuerte de los conquistadores españoles.
En el episodio La pulsera de cascabeles un inglés ciego elige en un cargamento de esclavos negros a la joven más bella y cuando muere de peste su hermano ocupa su lugar. 
En el episodio El salón dorado una anciana tiraniza a quienes la rodean desde el lujoso dormitorio adonde la enfermedad la ha recluido, ajena a la paupérrima realidad de lo poco que queda de su otrora fortuna, mansión y posición social.

## Reparto
Episodio El hambre
- Pablo Brichta
- José María Gutiérrez
- Patricio Contreras
- Lito Cruz

Episodio La pulsera de cascabeles
- Walter Santa Ana
- Augusto Kretschmar
- Eduardo Alonso
- Iván Grey

Episodio El salón dorado
- Eva Franco
- Julia von Grolman
- Aldo Barbero
- Graciela Dufau

Otros intérpretes
- Paulino Andrada
- Roberto Catarineu
- Fernando Iglesias
- Edda Bustamante

## Comentarios
Rafael Granado en Clarín dijo:

«Imágenes que intentan agotar con austeridad su poder de comunicación. El resultado es una película en la que junto a un tono sobrio se impone una sola homogeneidad en l tratamiento formal de una atrayente concepción y estética que llega al refinamiento.»

La Razón opinó:

«Sus  tres episodios son válidos desde el punto de vista cinematográfico bien filmados y con puntillosos detalles.»

Manrupe y Portela escriben:

«Tríptico de estilo cuidado aunque algo presuntuoso. Un buen ejemplo del cine de Barney Finn y en un plano menor de los otros dos directores.»